# Ленинское (Кировская область)
Ле́нинское — посёлок городского типа, административный центр Шабалинского района Кировской области России.
Население — 4136 чел. (2021).

## География
Находится в западной части Кировской области, в пределах Волжско-Ветлужской равнины, в подзоне южной тайги, у реки Какша, на расстоянии приблизительно 200 километров (по прямой) к северо-востоку от областного центра города Кирова

### Климат
Климат характеризуется как континентальный, с продолжительной холодной снежной зимой и умеренно тёплым коротким летом. Среднегодовая температура — 1,6 °C. Средняя температура воздуха самого холодного месяца (января) составляет −13,8 °C; самого тёплого месяца (июля) — 17,5 °C . Безморозный период длится 89 дней. Годовое количество атмосферных осадков — 721 мм, из которых 454 мм выпадает в тёплый период.

## История
Основано в 1854 как село Богородское в связи со строительством храма в честь Пресвятой Богоматери. В 1882 году открыто земское трёхклассное училище, в 1886 г. — земская начальная школа и второе земское училище. В 1904 году построена новая школа с четырёхгодичным сроком обучения. До 1905 года село развивалось медленно. Поворотным моментом считается открытие железной дороги Вятка — Санкт-Петербург. В Богородское стали приезжать купцы и предприниматели, началось строительство двухэтажных домов, магазинов, торговых баз, складов. В короткие сроки село стало крупным торговым центром. За семь лет возвели около 80 домов, образовалось 5 улиц. К 1917 году в селе было 90 жилых домов, каменная церковь, две начальные школы, более 20 купеческих лавок, 12 складских помещений, две паровые мельницы, несколько ремесленных и кустарных мастерских.
В 1924 году село было переименовано в местечко Ленинское и так называлось до 10 января 1945 года, когда указом Президиума Верховного Совета РСФСР было преобразовано в рабочий посёлок Ленинское. Открылись школы кройки и шитья, агрономов, животноводов, колхозных счетоводов. В начале 1930-х годов построено двухэтажное здание больницы, работают промкомбинат, заготовительные пункты и базы, леспромхоз, пищекомбинат, построен дом советов. В годы Великой Отечественной войны в Ленинском располагались два госпиталя. Промкомбинат выпускал лыжи, брички, сани, ящики для боеприпасов. Работали швейный и обувной цеха. Коллектив предприятия трижды награждался переходящим Красным знаменем.

## Население
| 1959  | 1970  | 1979  | 1989  | 2002  | 2009  |
| ----- | ----- | ----- | ----- | ----- | ----- |
| 4911  | ↗5346 | ↗5722 | ↗5916 | ↘5490 | ↘4994 |
| 2010  | 2012  | 2013  | 2014  | 2015  | 2016  |
| ↗5054 | ↘4906 | ↘4859 | ↘4818 | ↘4773 | ↘4744 |
| 2017  | 2018  | 2019  | 2020  | 2021  |       |
| ↘4686 | ↘4603 | ↘4530 | ↘4406 | ↘4136 |       |

## Фотогалерея
- Вид на площадь у здания администрации Шабалинского района
- Железнодорожная станция Шабалино
- Богородицкая церковь
- Микрорайон Черёмушки
- Стелла Труду и мужеству шабалинцев в годы Великой Отечественной войны
- Обелиск «Никто не забыт и ничто не забыто 1941—1945»
- Памятник Ленину в сквере посёлка
- Памятник В. И. Ленину в сквере
- Торговый центр
- Здание редакции газеты «Шабалинский край» (старое купеческое здание)

## Инфраструктура
Газета «Шабалинский край»

### Связь
В посёлке Ленинское присутствуют четыре сотовых оператора: «МТС», «Билайн», «МегаФон», «Tele2» и «Yota». Услуга 4G-интернет представлена у операторов Tele2, МегаФон и МТС.
Услуги интернета и местной телефонной связи предоставляет компания ОАО «Ростелеком».

## Достопримечательности
- В канун 25-летия МЧС России в посёлке Ленинское на территории 58-й пожарной части торжественно открыли памятник ретро-машине автоцистерне ГАЗ-63 ПМГ-19. Эта машина сошла с конвейера в 1963 году. На протяжении своей полувековой истории она несла службу сначала в пожарной части пгт. Ленинское, а затем — в добровольной дружине сельхозпредприятия «Верный путь».
- На площади Победы установлена стела «Труду и мужеству шабалинцев, ковавших победу в годы войны 1941—1945».
- Памятник В. И. Ленину в сквере центра посёлка Ленинское.
- Памятник коленопреклоненному солдату.
- Обелиск «Вечная память павшим воинам» у мемориального кладбища на ул. Садовой в поселке Ленинское.

## Транспорт
В посёлке находится железнодорожная станция Шабалино́ Северной железной дороги.